# Julián Magallanes
Julián David Magallanes (Casilda, Santa Fe, 20 de marzo de 1986) es un futbolista argentino y juega para los Coras de Tepic del Ascenso MX.